# توم سكوت
توم سكوت (بالإنجليزية: Tom Scott) (و. 1948  م) هو ملحن، وعازف ساكسفون، وعازف جاز، وكاتب سيناريو، ومؤلفو موسيقى تصويرية أمريكي، ولد في لوس أنجلوس، يستخدم آلات ساكسفون.

## وصلات خارجية
- توم سكوت على موقع IMDb (الإنجليزية)
- توم سكوت على موقع ميوزك برينز (الإنجليزية)
- توم سكوت على موقع إن إن دي بي (الإنجليزية)
- توم سكوت على موقع أول ميوزيك (الإنجليزية)
- توم سكوت على موقع ديسكوغز (الإنجليزية)
- توم سكوت على موقع قاعدة بيانات الفيلم (الإنجليزية)
- توم سكوت في قاعدة بيانات الأفلام على الإنترنت